# Oxypetalum confusum
Oxypetalum confusum är en oleanderväxtart som beskrevs av Gustaf Oskar Andersson Malme. Oxypetalum confusum ingår i släktet Oxypetalum och familjen oleanderväxter. Inga underarter finns listade i Catalogue of Life.